# Las piedras de la Caleta

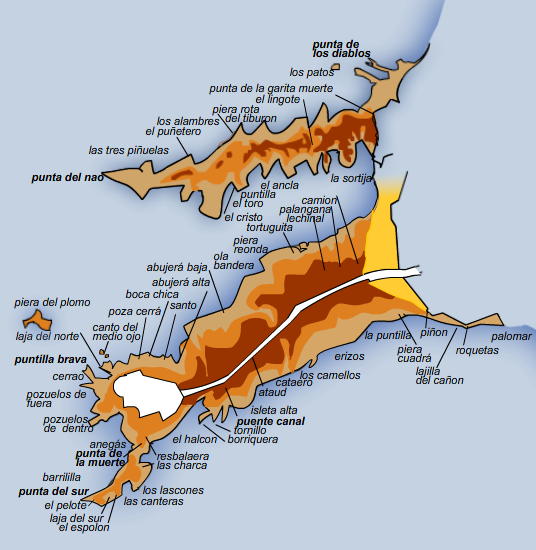
Las piedras de la Caleta con sus nombres.

En la playa de La Caleta en Cádiz, las piedras o marcas, han recibido nombres muy curiosos desde tiempos pretéritos. Pueden clasificarse de muy diversas formas, pudiendo diferenciarse las que están situadas en el cantil de las que están situadas fuera de él; o bien, distinguiendo las situadas dentro o fuera del entorno propiamente de La Caleta.
Aunque reciben el nombre genérico de la Caleta, donde se localizan la mayoría de ellas, hay algunas que están fuera de la misma (basta recordar la Laja de la Garita, situada frente al Ventorrillo del Chato). Tampoco todas son piedras, sino que podemos encontrar puntas, campos, etc.

## Por su forma

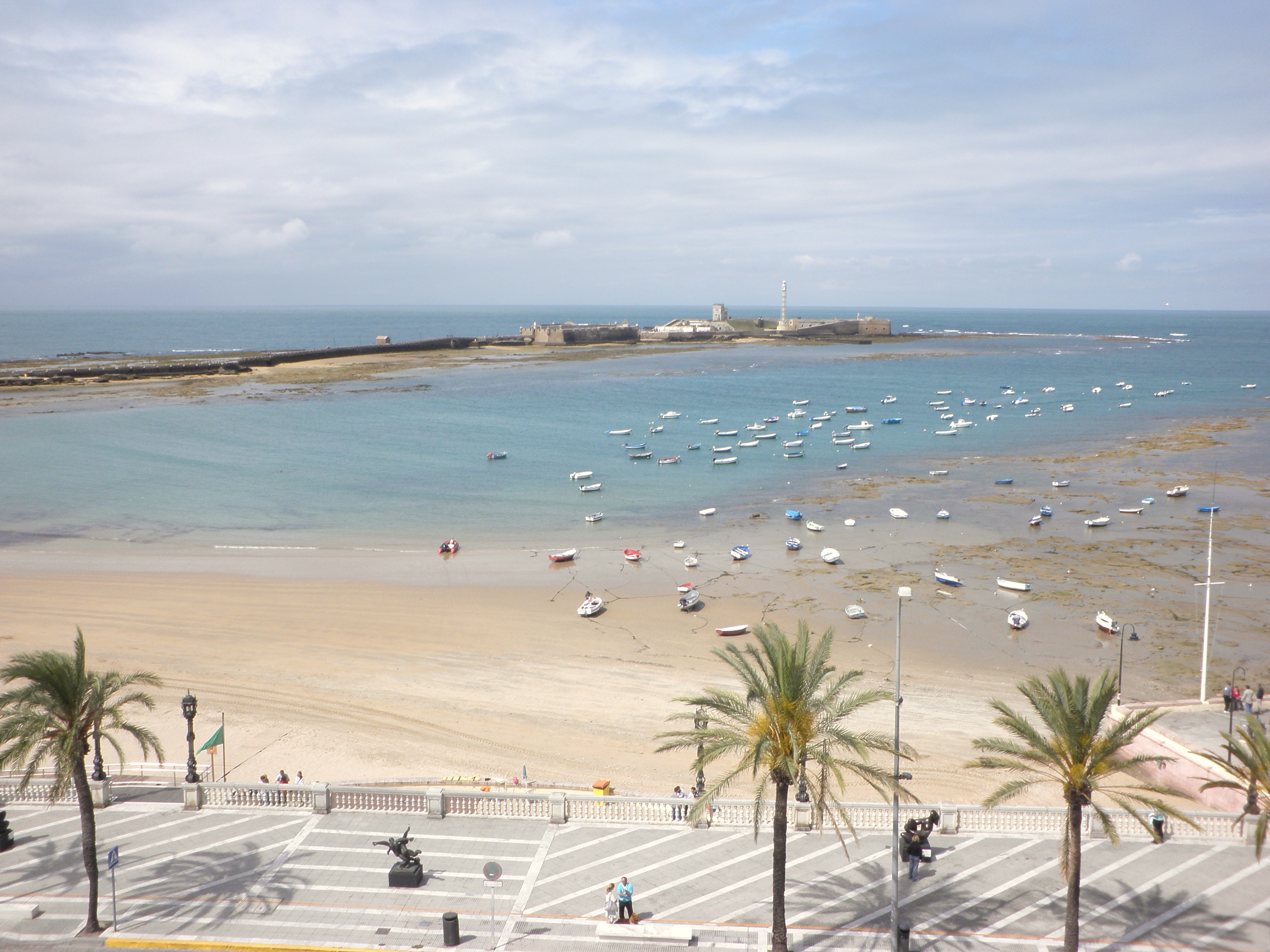
La Caleta y el castillo de San Sebastián al fondo.

### Que recuerde algún animal
- El Camello, El Toro, La Tortuga, La Tortuguita, El Espolón, Los Cochinos, El Delfín, Piedra del Tiburón (o piedra rota).
- Un subgrupo puede constituirlo las piedras cuya denominación viene dada por la abundancia de especies concretas: Los Erizos, Pez Rey, Los Jureles, Piedra de la Gaviota, Laja Herrera, La Borriquera del Campo del Sur, La Borriquera de la Caleta, Los Buseles o Juseles, El Banquete, Piedra de los Patos, El ojo Buey.

### Que recuerde algún objeto
- El Tornillo, La Palangana, La Plancholeta, La Plataforma, El Rastrillo, El Pinganillo, El Trocito, El Ancla, El Camión, El Coche, El Piñón, Punta del Rabiquín, Laja de Las Cadenas, Punta del Nao, Piedra de la Punta del Nao, El Lingote, La Sortija, Las Pibas, El Ataúd o Caja Muerto, Lajilla del Cañón, Piedra del Jorobao, Los Lascones, Piedra del Plomo, Los Alambres, Ola Bandera, El Medio Lance, Piedra del Ahogao, Piedra del Santo, Piedra del Tomate.

### Por su forma propiamente
- La Media Luna, Piedra Cuadrá (de la Punta del Nao), Piedra Cuadrá (de la laja).
- La Olla, Los Pozuelos (Los Pozuelos de Dentro y Los Pozuelos de Fuera), Piedra Grande.
- Piedra Redonda, La Piedra Rota, El Boquete.
- La Piedra de las Pibas, La Poca Agua.

## Por las construcciones existentes

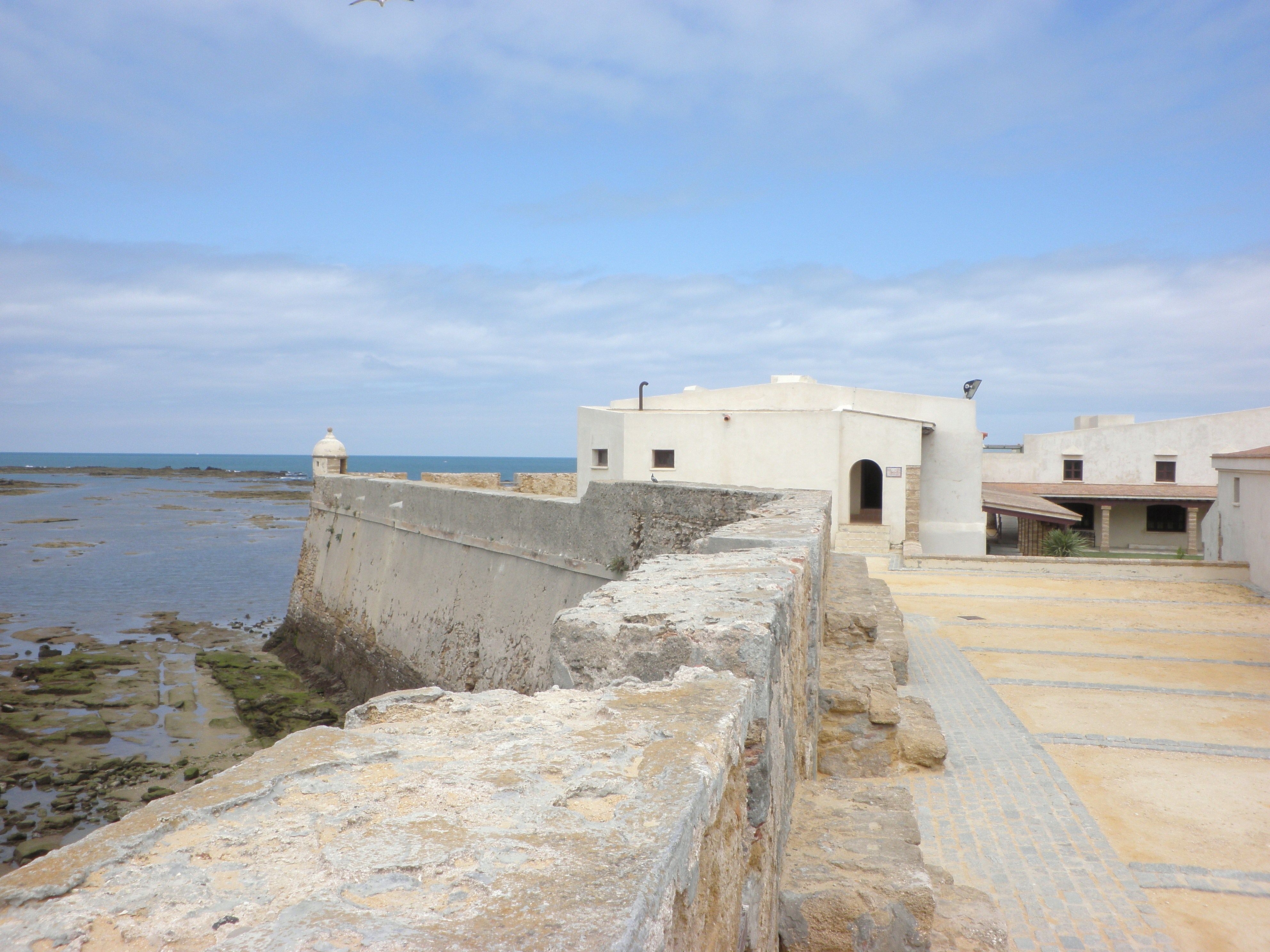
Piedras cercanas al Castillo de Santa Catalina.

### De tipo religioso
- La Ermita de Santa Catalina, Ermita de San Sebastián.

### De tipo militar
- Castillo de San Sebastián, La Avanzada o El Baluarte, Los Fosos, El Camino o Calzada.
- Castillo de Santa Catalina, Baluarte de Capuchinos, Los Mártires, Orejón de Santa Catalina, San Pablo, San Pedro, Revellín de Santa Catalina, Puerta de la Caleta, Cortadura de la Caleta, Baluarte del Bonete, De la Soledad, Laja de la Soledad, El Agujero.

### Por recordar alguna construcción o estar cerca de ella
- El Palomar, Las Torretas, Los Mármoles, La Casetilla, de la Punta de la Garita de la Muerte, La Casetilla, del Aculadero, Laja de la Garita, Cantos de la Iglesia.

### Construcciones civiles
- El Balneario, El Faro, La Resbalaera.

## Accidentes geográficos
Bien por su situación o por ser pequeños accidentes geográficos.

### Grupo de las Puntas
- Punta del Sur, Punta del Rabiquín, Punta del Espolón, Punta del Nao, La Puntilla, La Puntilla del Arcón, La Puntilla Brava, El Puntero, La Puntilla de la Piedra Rota, Punta de San Sebastián, Punta del Diablo o de los diablos.

### Grupo de los Canales
Se pueden dividir en dos grupos:

#### Canales exteriores
Situados fuera de la muralla.
- El Canal o La Canal del Norte o Canal Nueva, El Canal o La Canal del Sur, también llamada La Madre Antigua o Madre Vieja, El Canal del Norte o Paso del Norte.
- El Paso del Canal, también llamado El Canalizo o simplemente El Canal.
- El Canal o La Canal o El Ojo de Buey, término que se le aplica a la lengua central de agua situada entre ambos tesos[2]
- El Canalizo Ancho, único canal existente en el Teso de Santa Catalina, próximo al castillo.
- La Boquera, La Boca Grande, La Boca Chica, La Boca del Amarraero.

#### Canales interiores
- Canal Bahía-Caleta.
- Canal Bahía-Puerto Chico.

### Grupo de lagunas litorales
- En el Teso de Santa Catalina: El Lago.
- En el Teso del Castillo de San Sebastián: Albujera Baja, Albujera Alta, La Poza Cerrá.
- En la zona norte: El Cerrá y Las Anegás (Anegá Alta y Anegá Ahogá).

### Grupo de las cuevas
- La Cueva de los Contrabandistas y La Cueva Larga, en el entorno de La Caleta.
- La Cueva del Pájaro Azul, La Cueva de los Moros y La Cueva de la Iglesia, en el Campo del Sur.

### Grupo de pequeños cabos
- La Punta de los Diablos, en el Baluarte del Bonete.
- La Punta de la Garita de la Muerte, en el Castillo de Sta. Catalina.
- La Punta de la Soledad o de la Garita de Rota, tras el Parque Genovés.

### Grupo de Campos
- Campo del Sur, Campo de la Bomba, Campo de La Caleta, Campo de los Mártires, Campo de Capuchinos, Campo de la Catedral, Campo de Santa María, Campo del Matadero, Campo de las Balas, Campo Amarillo, Campo de las Cuerdas, Campillo de los Coches (de Capuchinos), Campillo de los Coches (de San Judas).

### Grupo de accidentes geográficos propiamente
- La Isleta Alta, La Isleta Ahogá, Laja del Noroeste, Laja del Norte (situada en el Teso), Laja del Norte o de los Jureles (fuera del Teso), Laja del Medio, Laja del Sur, Los Cantos del Medio del Ojo, La Barrilla, Laja de Levante, La Isletilla, La Laja de Dentro, La Laja de Fuera, Las Tres Piñuelas.
- El Quebrao, La Montaña de Puerto Chico, Las Roquetas.

## Varios

### Grupo que denotan función o utilidad
- El Aculadero, La Boca del Amarraero, Los Descargaeros, El Embarcaero, El Amarraero, Las Canteras, El Boquete.
- También pueden incluirse aquí La Ensenada de La Caleta o Puerto de La Caleta y Puerto Chico.

### Topónimos no clasificados
- La Freijera o Frijera, La Raurilla, Chapitel, Punta del Diablo o De los Diablos, El Fraile, La Galera, Piedra del Diablo o De los Diablos, Cataero, El Lenchinal, Las Malvinas, El Cristo, La Curva de la Muerte, El Barro Colorao, Salto del Cabrón, Las Piedras Perdías (visible solamente en mareas con coeficientes muy altos), Mar de las Vasijas.